# Château de Chéry
Le château de Chéry est un château situé à Coulangeron, dans l'Yonne, en France.

## Localisation
Le château est situé dans le département français de l'Yonne, sur la commune de Coulangeron.

## Historique
L'édifice est inscrit au titre des monuments historiques en 1997.